# Ренц (Джорджія)
Ренц (англ. Rentz) — місто (англ. town) в США, в окрузі Лоренс штату Джорджія. Населення — 312 особи (2020).

## Географія
Ренц розташований за координатами 32°22′58″ пн. ш. 82°59′31″ зх. д. / 32.38278° пн. ш. 82.99194° зх. д. (32.382887, -82.991818).  За даними Бюро перепису населення США в 2010 році місто мало площу 2,74 км², з яких 2,72 км² — суходіл та 0,02 км² — водойми.

## Демографія
Згідно з переписом 2010 року, у місті мешкало 295 осіб у 137 домогосподарствах у складі 82 родин. Густота населення становила 108 осіб/км².  Було 180 помешкань (66/км²).
Расовий склад населення:
| - 87,1 % — білих - 9,2 % — чорних або афроамериканців - 0,3 % — азіатів - 1,4 % — осіб інших рас |

До двох чи більше рас належало 2,0 %. Частка іспаномовних становила 1,7 % від усіх жителів.
За віковим діапазоном населення розподілялося таким чином: 22,7 % — особи молодші 18 років, 54,2 % — особи у віці 18—64 років, 23,1 % — особи у віці 65 років та старші. Медіана віку мешканця становила 44,1 року. На 100 осіб жіночої статі у місті припадало 89,1 чоловіків;  на 100 жінок у віці від 18 років та старших — 81,0 чоловіків також старших 18 років.
Середній дохід на одне домашнє господарство  становив 32 795 доларів США (медіана — 22 159), а середній дохід на одну сім'ю — 36 719 доларів (медіана — 33 750). Медіана доходів становила 35 714 долари для чоловіків та 22 386 доларів для жінок. За межею бідності перебувало 29,0 % осіб, у тому числі 42,9 % дітей у віці до 18 років та 23,8 % осіб у віці 65 років та старших.
Цивільне працевлаштоване населення становило 108 осіб. Основні галузі зайнятості: освіта, охорона здоров'я та соціальна допомога — 36,1 %, будівництво — 22,2 %, виробництво — 16,7 %.